# ディッシュ・ネットワーク
ディッシュ・ネットワーク（Dish Network）は、アメリカ合衆国においてサービスを行っている衛星放送サービス。または同サービスを運営する会社。本社はコロラド州メリディアン。

## 概要
ディッシュはディレクTV同様、スポーツ専門をはじめとするHDTVや全米の地上波ローカル局再送信を含む非常に多数のチャンネルを放送（List of Dish Network channels参照）していることから、5つの異なる経度、2つの周波数帯（Kuバンド、Kaバンド）の通信衛星を使用している。かつては日本専門チャンネルのテレビジャパンも視聴出来たが、現在はディレクTVに移行している。
映像コーデックにはMPEG-2の他、HDチャンネルを中心にH.264を採用している。

## 歴史
1980年、エコースター（Echo Star）として設立される。当時はテレビの即売業であった。1995年12月28日に通信衛星エコースターの打ち上げに成功。翌1996年に開局した。ディッシュ・ネットワークのDishは、Digital Sky Highwayのことである。
同じCSデジタル放送事業者のディレクTVがライバルである。現在は、地方の電話プロバイダと連携し、さらにブロードバンドテレビを連携するため、WildBlueと提携している。2007年現在1300万世帯が加入している。

## 不祥事
2023年10月、連邦通信委員会（FCC）はディッシュ・ネットワークが自社所有衛星の適切な廃棄を怠ったとして、同社に対して、15万ドル（約2240万円）の罰金を科したことを発表した。スペースデブリ（宇宙ごみ）を巡るトラブルでFCCが罰則を科すのは初めての事例としている。FCCによると、ディッシュ・ネットワークは運用を終了した「エコスター7」（2002年打ち上げ）を他の衛星と衝突する危険性のない墓場軌道に移動させることでFCCと合意していたが、燃料不足のため、当初予定していた高度よりも低い軌道上に取り残される事態になったとしている。